# Sung Si-bak
Sung Si-bak (kor. 성시백; ur. 18 lutego 1987 w Seulu) – południowokoreański łyżwiarz szybki, specjalista short tracku, dwukrotny srebrny medalista olimpijski, multimedalista mistrzostw świata, uniwersjady i igrzysk azjatyckich.
W 2010 roku uczestniczył w igrzyskach olimpijskich w Vancouver. Wystartował w czterech konkurencjach. Zdobył srebrne medale olimpijskie w biegu na 500 m oraz w biegu sztafetowym, w którym wraz z nim wystąpili: Kwak Yoon-gy, Lee Ho-suk, Lee Jung-su i Kim Seoung-il. Ponadto zajął piąte miejsce w biegu na 1500 m i siódme na dystansie 1000 m.
W 2003 roku zdobył brązowy medal mistrzostw świata juniorów w Budapeszcie w wieloboju. Trzykrotnie stanął na podium seniorskich mistrzostw świata – w 2007 roku w Mediolanie oraz w 2008 roku w Gangneung zdobył złote medale w sztafecie, a w 2010 roku w Sofii wywalczył srebro w biegu na 1500 m.
Trzykrotnie zdobył również medale drużynowych mistrzostw świata w short tracku – w 2009 roku w Heerenveen był to medal złoty, w 2007 roku w Budapeszcie srebrny, a w 2008 roku w Harbinie brązowy.
Siedmiokrotnie zdobył złote medale zimowej uniwersjady – w 2005 roku w Innsbrucku triumfował w biegu na 1000 m i w sztafecie, a w 2007 roku w Turynie zwyciężył we wszystkich konkurencjach – biegach na 500, 1000, 1500, 3000 m oraz w sztafecie.
Podczas zimowych igrzysk azjatyckich w Ałmaty w 2011 roku wywaczył dwa medale – złoty w sztafecie i brąz w biegu na 1000 m.